# Койново
Койново — упразднённое село в Искитимском районе Новосибирской области. В 1933 году село включено в черту вновь созданного рабочего посёлка Искитим и исключено из учётных данных. До упразднения уездно-губернского деления — административный центр Койновской волости Томской губернии, входившая в 1886—1918 гг. в состав Барнаульского уезда, затем — в состав Ново-Николаевского уезда.
Ныне территорию Койново занимает Индустриальный микрорайон города Искитим

## География
Село располагалось на левом берегу реки Бердь.

## История
Село было основано в 1800 году (по другим данным в 1717 году). В 1928 году состояло из 344 хозяйств. В административном отношении являлось центром Койновского сельсовета Бердского района Новосибирского округа Сибирского края. В селе располагались школа 1-й степени, 2 лавки общества потребления и маслозавод.
Упразднена в 1933 году, когда официально зарегистрирован рабочий посёлок Искитим, образованный из окрестных селений Койново, Чёрная речка, Вылково.
Из Постановления ВЦИК от 10.04.1933 «Об изменениях по Западно-сибирскому краю в составе городов и рабочих посёлков, а также об изменении границ и переименованиях некоторых районов и их центров»:
«Включить в городскую черту рабочих посёлков: Искитима, Колпашева и Могочина прилегающие к ним населённые пункты с их усадебными земельными угодиями:
1) к рабочему посёлку Искитиму, Бердского района, — селения Вылково, Койново и Чёрную речку (с расположенным там цементным заводом)».

## Население
По переписи 1926 г. в селе проживало 1620 человек (786 мужчин и 834 женщины), основное население — русские